# Salagena arcyrosoma
Salagena arcyrosoma is een vlinder van de familie van de Metarbelidae. De wetenschappelijke naam van de soort is voor het eerst gepubliceerd in 2016 door Hermann Hacker.
De soort komt voor in Jemen.